# Canadarm

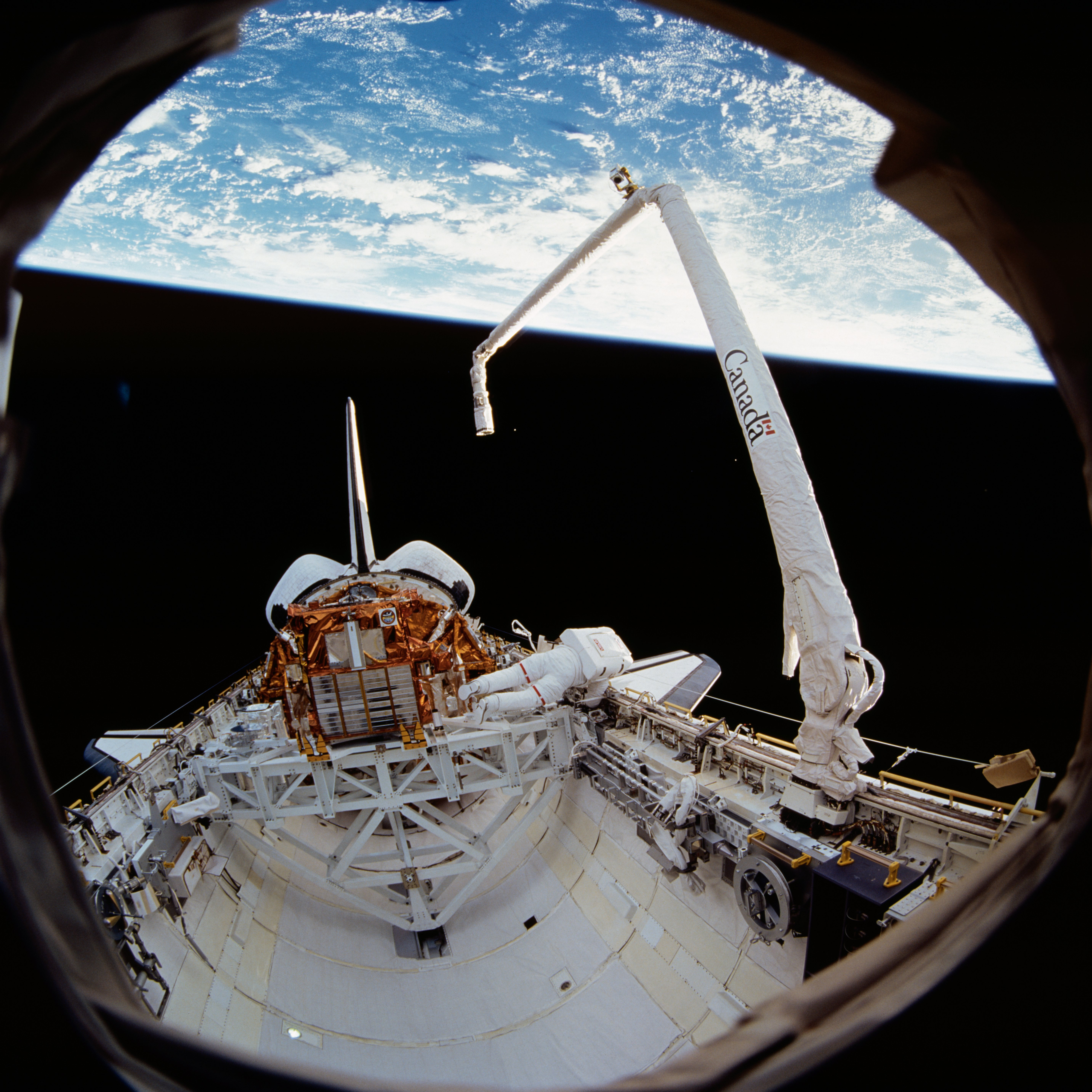
Vue sur la baie de stockage de la navette spatiale avec à droite le bras canadien déployé.

Le Canadarm ou bras canadien ou bras spatial canadien (anciennement le Shuttle Remote Manipulator System, SRMS) est un bras manipulateur mécanique conçu au Canada et attaché à la navette spatiale américaine.
Il sert essentiellement à manipuler des charges utiles pour les extraire de la baie de stockage de la navette et les déployer, ou inversement. Il peut également servir de support pour les astronautes lorsqu'ils effectuent des sorties extravéhiculaires ou bien permettre l'inspection de certaines parties de la navette qui sont inaccessibles à l'équipage. Ce dernier point est essentiel depuis l'accident de la navette spatiale Columbia en 2003 dû à un impact sur le bouclier thermique. Ainsi, depuis la reprise des vols en juillet 2005 et jusqu'en 2011, toutes les missions prévoient une inspection du bouclier thermique.

## Histoire
C'est à la suite du développement par la société DSMA Atcon d'un robot chargeant le combustible nucléaire au cœur des réacteurs que la NASA est attirée par l'expertise canadienne dans la mise au point de robot. Un groupe d'industriels est formé et une proposition est communiquée à la NASA à la suite de son désir de disposer d'un bras robotique à bord de la navette spatiale alors en pleine conception.
Le projet est officiellement lancé en 1974. Sous la supervision du Conseil national de recherches Canada (CNRC), un groupe d'entreprises composé de DSMA Atcon mais également de Spar Aerospace et CAE débute la conception du bras canadien. L'année suivante, l'entreprise Spar Aerospace est retenue comme sous-traitant principal du CNRC.
Livré à la NASA en avril 1981, le bras canadien est utilisé pour la première fois dès la seconde mission de la navette spatiale Columbia (STS-2) qui décolle le 13 novembre 1981. Quatre autres bras sont par la suite commandés par la NASA et livrés respectivement en janvier 1983, décembre 1983, mars 1985 et août 1993. Toutes les navettes spatiales ont utilisé à un moment ou un autre le bras canadien.
Depuis sa première mise en service en 1981, le Canadarm est l'objet de plusieurs modifications, permettant notamment d'avoir un contrôle plus précis du bras dans certaines conditions comme à basse vitesse.
Le bras est commandé par Jean-François Clervoy lors des missions STS-66, STS-84 et STS-103 (réparation du télescope spatial Hubble).
Le Canadarm 2, le bras manipulateur de la Station spatiale internationale (ISS), est également conçu au Canada par les mêmes entreprises que le Canadarm. Pour cette raison le bras manipulateur de l'ISS est surnommé Canadarm 2 (Bras canadien 2) et pour la navette spatiale Canadarm 1.

## Description
Le Canadarm est une partie du Payload Deployment and Retrieval System (PDRS) ou en français le « système de déploiement et de récupération des charges utiles » de la navette spatiale. En plus du bras robotique, le PDRS comprend la cabine de contrôle située à l'arrière du poste de pilotage, le circuit de télévision en circuit fermé permettant de contrôler les mouvements du Canadarm et divers dispositifs d'attaches du Canadarm et de la charge utile.

### Canadarm
Le Canadarm fait 15,32 m de long et est divisé en trois segments plus ou moins calqués sur le bras humain :
- Segment supérieur du bras, long de 6,38 m.
- Segment inférieur du bras, long de 7,06 m.
- Le poignet et l'effecteur qui est la main du Canadarm, long de 1,88 m.

Les segments sont reliés entre eux par un système d'engrenages leur permettant d'effectuer de un à trois mouvements. La partie fixée à la navette, l'épaule, dispose de deux degrés de liberté : le tangage et le lacet. L'épaule se prolonge par le segment supérieur ou un nouvel engrenage, le coude, permet au segment supérieur et inférieur d'effectuer un seul mouvement, le tangage. À l'extrémité du segment inférieur se trouve le poignet qui peut réaliser les trois mouvements possibles, le tangage, le lacet et le roulis.

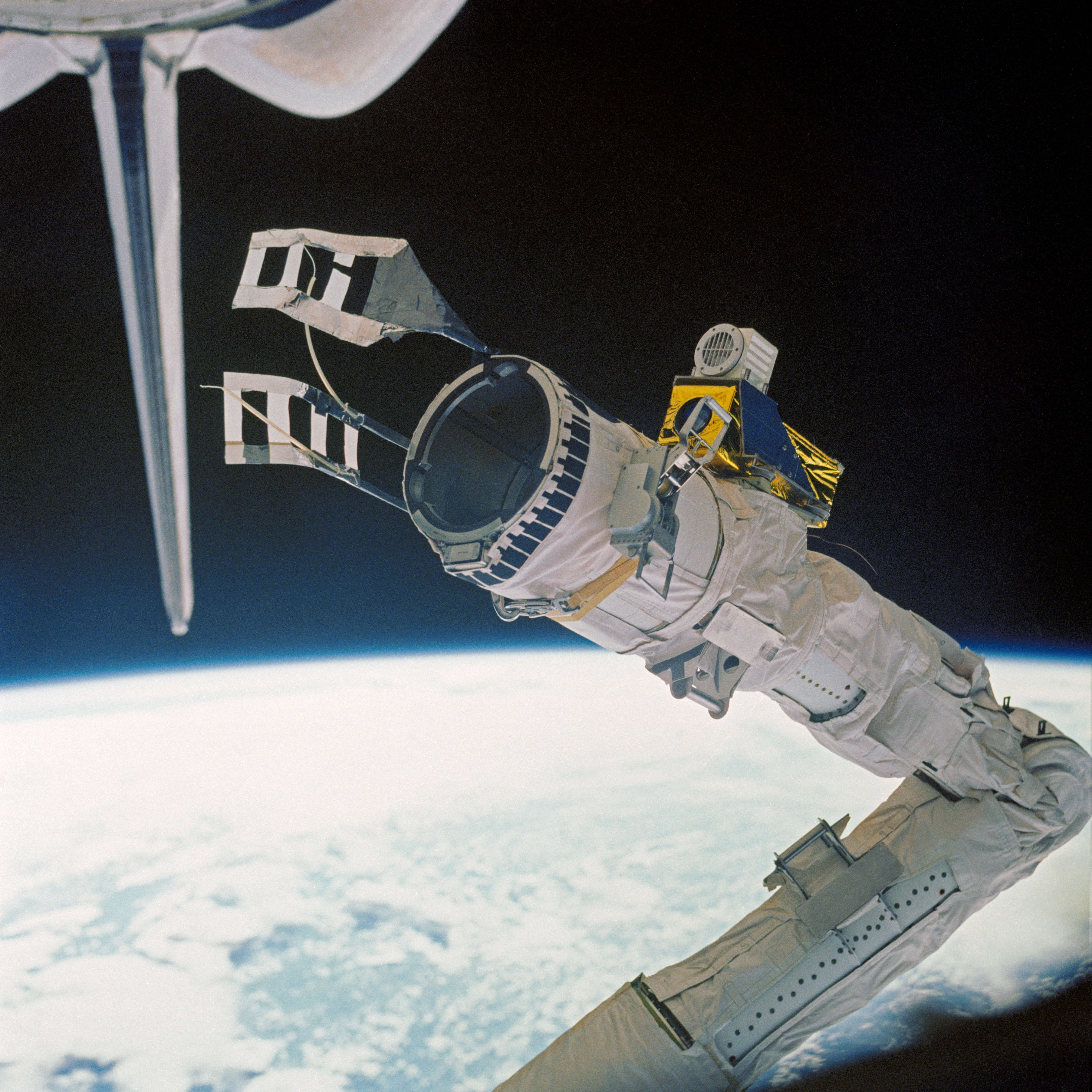
L'effecteur, la « main » du Canadarm.

À l'extrémité du poignet se trouve l'effecteur, qui est la « main » du bras robotique et qui permet de saisir les charges à manipuler. Il se présente sous la forme d'un cylindre creux de 34,5 cm de diamètre pour 54,5 cm de long et principalement composé d'aluminium. Le système de fixation est composé de trois câbles qui se resserrent autour d'une poignée devant se trouver sur la charge utile, utilisant ainsi le principe du collet,. Une fois la charge utile capturée, il est nécessaire de la tenir fermement pour qu'elle ne bouge plus par rapport au Canadarm. Cette rigidité de la capture est assurée par un mécanisme qui rétracte les trois câbles vers l'intérieur de l'effecteur. En plus du mécanisme de fixation, l'effecteur dispose d'un connecteur spécial (SPEE pour Special Purpose End Effector) fournissant une alimentation électrique et permettant d'envoyer jusqu'à seize commandes différentes à la charge utile si nécessaire.
Un effecteur spécifique à une charge utile, conçu par le fabricant de cette dernière, peut également remplacer l'effecteur standard.
Le bras pèse 410 kilogrammes et le système au complet 450 kilogrammes. Bien qu'il soit capable de déplacer des charges pesant 266 tonnes en impesanteur, il est incapable de déplacer son propre poids lorsqu'il est sur Terre. Pour réaliser les tests et l'entraînement des astronautes, une salle spéciale ainsi qu'un simulateur informatique sont développés. En charge, sa vitesse de déplacement est de six centimètres par seconde alors que libre, il va dix fois plus vite.
Les segments sont constitués de plusieurs couches de graphite/époxy (jusqu'à seize pour le segment supérieur) et recouverts d'un revêtement en Kevlar pour protéger le Canadarm d'éventuels coups qu'il peut recevoir. À cela s'ajoute un revêtement isotherme qui lui donne sa couleur blanche. Ce revêtement protège aussi le Canadarm des hautes températures lorsqu'il est exposé aux rayons du Soleil, qu'aux basses températures qui règnent dans l'espace lorsqu'il est à l'ombre et lui permet ainsi de rester entre des températures oscillant entre −20 °C et 70 °C.
La navette spatiale est conçue de manière à pouvoir recevoir deux Canadarm, qui sont fixés de chaque côté de la baie de stockage. Mais cette configuration n'a jamais été utilisée car le côté droit est occupé par l'antenne de la bande Ku. De plus, un seul bras peut être utilisé à la fois, les commandes de contrôle à l'arrière du pont de vol étant conçues pour ne pouvoir contrôler qu'un seul bras à la fois.

### Commandes

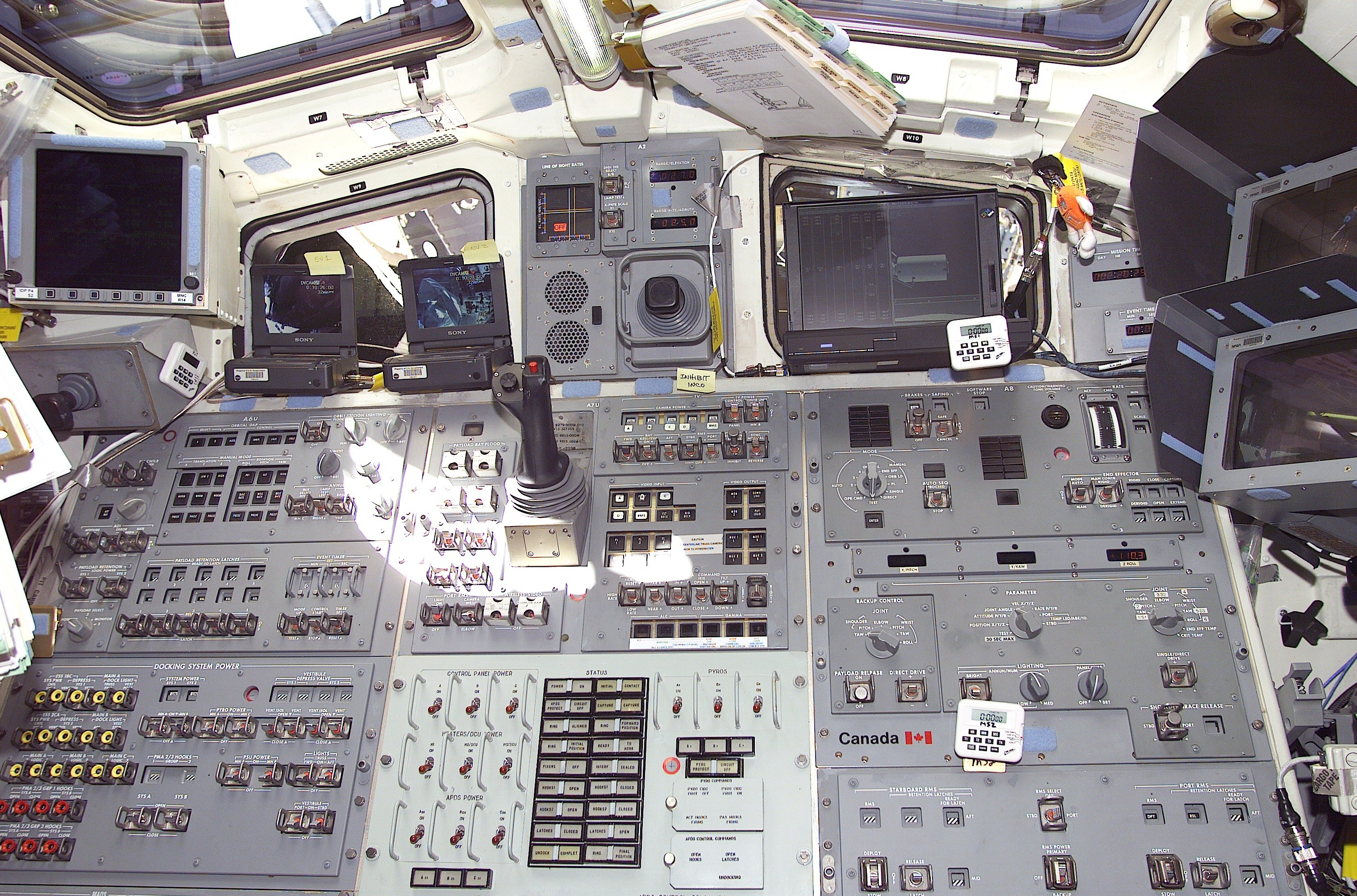
Les commandes du Bras canadien avec au-dessus des commandes les deux hublots donnant sur la baie de stockage et deux autres hublots tout en haut de l'image donnant sur le dessus de la navette.

Les commandes de contrôle du Canadarm se trouvent à l'arrière du pont de vol (en anglais : aft flight deck), derrière le poste de pilotage et donnent sur la baie de stockage de la navette spatiale. Quatre hublots permettent d'observer les mouvements du bras manipulateur, deux donnent sur la baie de stockage et deux autres sur le dessus de la navette. Les mouvements du Canadarm sont contrôlés par l'opérateur à la fois à travers ces hublots, mais aussi à l'aide de diverses caméras disposées sur le Canadarm. À ce titre, généralement deux astronautes assurent les mouvements du Canadarm, un qui manipule les commandes et un autre qui surveille les images fournies par les caméras.
Il existe deux modes de fonctionnement :
- Un mode semi-automatique où les mouvements réalisés sont en partie calculés par l'ordinateur du Canadarm.
- Un mode manuel où tous les engrenages du Canadarm peuvent être contrôlés manuellement et cela indépendamment les uns des autres.

### Équipements complémentaires

#### Orbiter Boom Sensor System

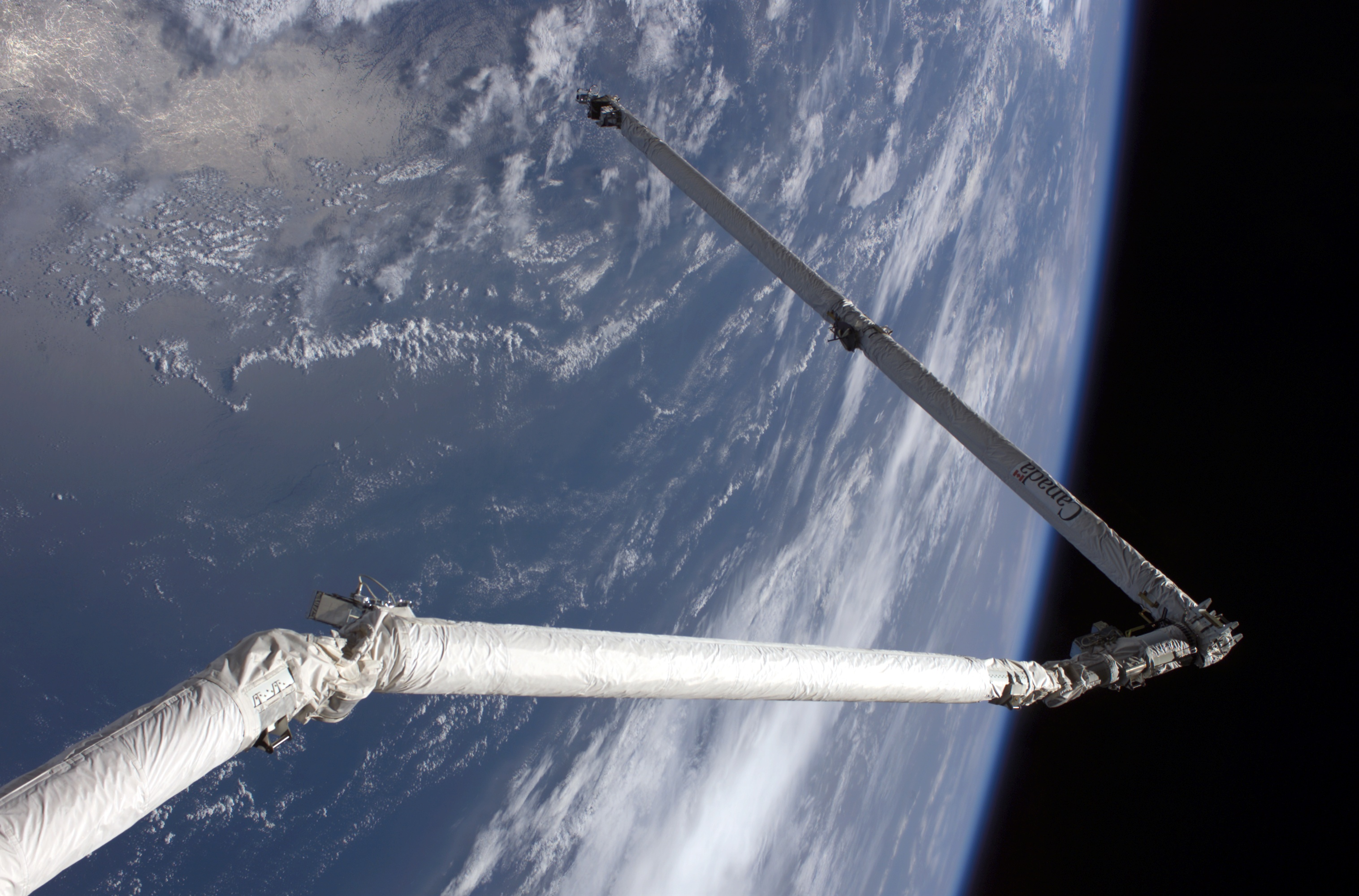
Le bras manipulateur lors de la mission STS-114 le 22 juillet 2005. On distingue les trois segments du Canadarm avec à son extrémité la perche d'inspection.

Depuis la destruction de la Columbia le 1er février 2003 dû à un dommage de son bouclier thermique et entraînant le décès de tout l'équipage de la navette, la NASA équipe le Canadarm de l'Orbiter Boom Sensor System (OBSS) qui permet d'inspecter l'extérieur de la navette spatiale et plus particulièrement son bouclier thermique.
L'OBSS se présente sous la forme d'une perche d'inspection de quinze mètres placée à l'extrémité du Canadarm et surmonté de plusieurs équipements permettant de détecter d'éventuels défauts du bouclier thermique. En cas de dommage sur ce dernier, une procédure de réparation peut être effectuée, si ce n'est pas possible, une seconde navette décolle pour récupérer l'équipage.

#### Manipulator Foot Restraint

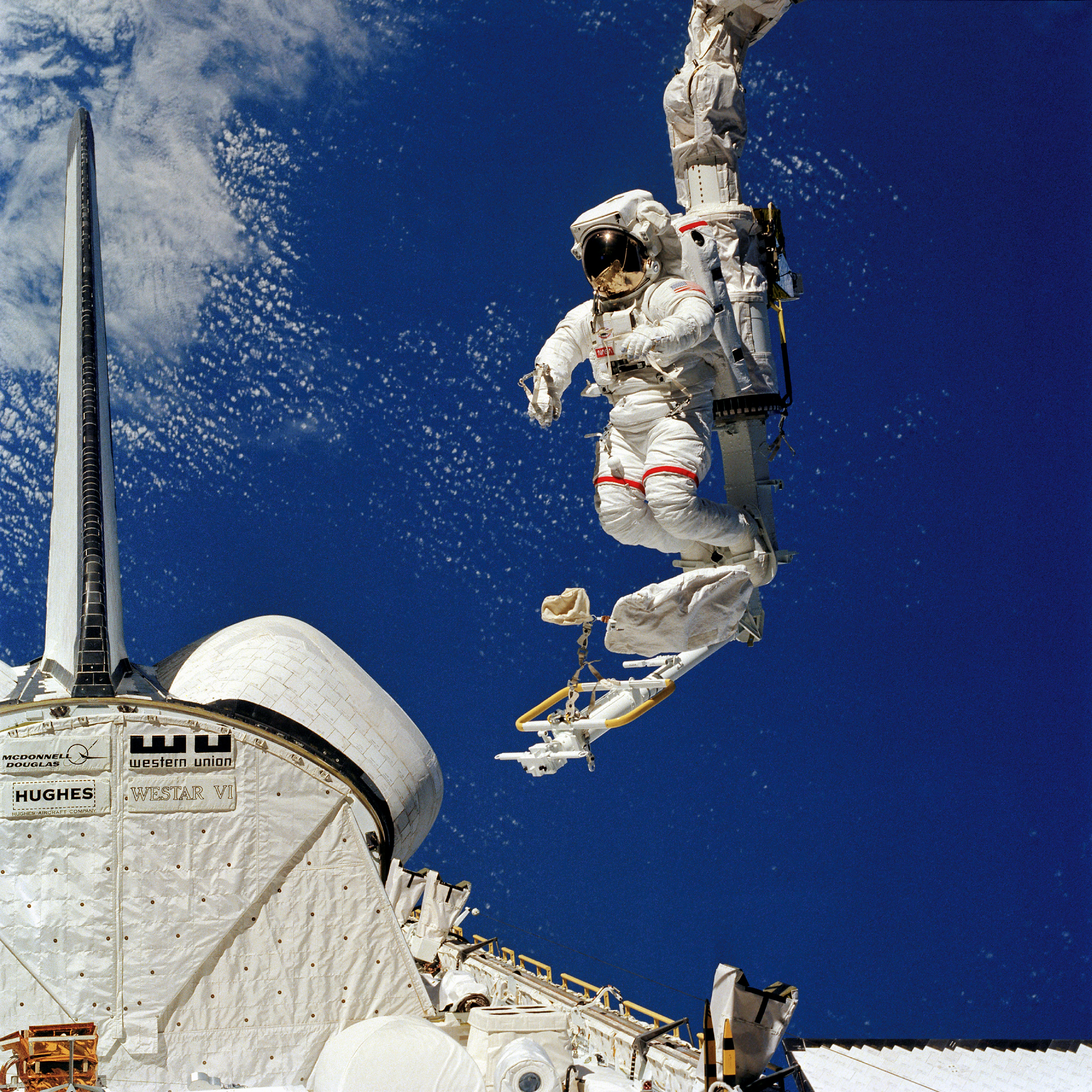
Utilisation par Bruce McCandless lors de la mission STS-41B du Manipulator Foot Restraint.

Le Manipulator Foot Restraint (MFR) est un support pour les astronautes lors de leurs sorties extravéhiculaires qui se fixe sur l'effecteur et leur offre une grande stabilité tout en étant mobile, sans qu'ils aient besoin de se préoccuper d'être attaché à la navette spatiale.
Les pieds des astronautes reposent sur une plaque d'aluminium fixés par deux attaches. Le MFR au complet, qui comprend la plaque et le système d'attache à l'effecteur, pèse 46 kg.
La première utilisation du MFR est réalisée lors de la mission STS-41B par Robert L. Stewart. C'est durant cette mission qu'est également testé pour la première fois le Manned Maneuvering Unit (MMU), qui est un siège autopropulsé permettant aux astronautes d'être totalement libres lors de leurs sorties extravéhiculaires.

## Coûts
Pour un investissement de 108 millions de dollars américains, qui sert au développement, la conception et le test du premier Canadarm, le gouvernement canadien permet de générer avec le Canadarm pour 700 millions de dollars américains en vente à l'exportation, auxquels s'ajoutent 20 millions de dollars américains chaque année pour l'entretien.